# Medieval II: Total War
Medieval II: Total War is een computerspel uit 2006 van Sega en The Creative Assembly. Het is de opvolger van Medieval: Total War uit 2002. Het is echter geen uitbreiding op Medieval: Total War.
Het spel speelt zich af in de middeleeuwen, meer bepaald van 1080 tot en met 1530. Het omspant belangrijke gebeurtenissen als de kruistochten, de Mongoolse invasie, het uitbreken van de pest in Europa en de ontdekking van Amerika.

## Landen
Er zijn 21 landen of volkeren in het basisspel, verdeeld over verschillende culturen. Van deze 21 facties zijn er 17 speelbaar.

### Katholieke landen
- Engeland
- Frankrijk
- Polen
- Heilige Roomse Rijk
- Portugal
- Spanje
- Hongarije
- Sicilië
- Milaan
- Venetië
- Pauselijke Staat (niet speelbaar)
- Schotland
- Denemarken

### Orthodoxe landen
- Rusland
- Byzantijnse Rijk

### Islamitische landen en volkeren
- Turken
- Egypte
- Moren

### Oosterse volkeren
- Timoeriden (niet speelbaar)
- Mongolen (niet speelbaar)

### Heidense volkeren
- Azteken (niet speelbaar)

Hiernaast bestaan er ook nog de Rebellen. Deze factie representeert de overige volkeren en landen in het spel en is in oorlog met alle andere facties.

## Nederzettingen
Elke regio heeft een hoofdplaats, die moet worden veroverd als je die regio wilt bezetten. Nieuw is dat er nu twee types van nederzettingen zijn: kastelen en dorpen/steden. Kastelen zijn goed beveiligde burchten, die sterke legers kunnen maken. Hoewel de bevolking sneller tevreden is in kastelen, genereren ze weinig inkomen en hebben ze minder gebouwen ter beschikking. Steden zijn de economische centra van je rijk. Ze genereren veel inkomen, maar ze zijn minder sterk verdedigd en de legers die ze kunnen produceren zijn ook zwakker. Kastelen kunnen tot steden worden omgebouwd en vice versa, tenzij ze te groot zijn.
Nieuw zijn de gildes. Soms krijgt de speler het aanbod om een gildehuis te bouwen in een van diens nederzettingen. Die biedt dan extra voordelen, zoals extra inkomen of betere agents. Gildehuizen kunnen ook verbeterd worden, wat een nog grotere bonus oplevert.

## Personages
Elke factie heeft een koninklijke familie, waarvan de volwassen mannen (16 jaar en ouder) dienstdoen als generaal en/of gouverneurs van je steden. Elk personages heeft verschillende karaktertrekken en volgelingen, wat zijn eigenschappen bepaalt. Sommigen zullen sterk zijn in administratieve zaken, wat ze tot uitstekende gouverneurs maakt, terwijl anderen excelleren op het slagveld. En sommigen zullen in geen van beiden nuttig zijn. Sommige karaktertrekken zijn erfelijk, terwijl anderen tijdens het leven worden vergaard. Wanneer bepaalde karaktertrekken sterk naar boven komen, kunnen ze een bijtitel krijgen, zoals "de vrome" , "de corrupte, of "de rechtvaardige".
Een belangrijke eigenschap is loyaliteit. Wanneer personages zich verwaarloosd voelen binnen de factie daalt hun loyaliteit, en kunnen ze de factie verlaten om zich aan te sluiten bij de rebellen (een algemene factie die met iedereen in oorlog is). Men kan ook generaals in de familie adopteren.
Naast hun generaals hebben de spelers ook beschikking over vele agenten om hun invloed te vergroten. Diplomaten onderhandelen verdragen met andere facties en kunnen legers omkopen. Prinsessen (de dochters van Koningen en kroonprinsen) doen dit ook, maar zij kunnen een huwelijk sluiten met een personage van een andere factie, wat een sterk bondgenootschap tot gevolg heeft. Ze kunnen ook generaals trouwen en die zo in je familie brengen.
Koopmannen verhandelen goederen die op de kaart verspreid liggen en verhogen zo je rijkdom. Ze kunnen ook de handel van andere koopmannen proberen over te nemen (wat ook negatief kan uitdraaien). Spionnen verkennen de omgeving en infiltreren legers, terwijl moordenaars vijandige personages uit de weg ruimen en gebouwen saboteren. Priesters (of imams) verspreiden de religie en kunnen ketters in de ban slaan.

## Religie
Religie staat centraal in deze periode, en elke factie heeft een staatsreligie. Naast het katholicisme (staatsreligie van de meeste facties), zijn er ook Islam en de Orthodoxe kerk. Religie speelt vooral een belangrijke rol in het gelukkig houden van je bevolking, en je verspreidt je religie door kerken (of moskeeën) te bouwen en priesters (of imams) te rekruteren.
De paus is het spirituele hoofd van de katholieke facties en zal proberen het vechten onder die facties tot een minimum te beperken. Als een factie het te bont maakt in de ogen van de paus wordt die geëxcommuniceerd en is die dus eigenlijk een makkelijk doelwit. Goede priesters komen in het college van kardinalen, die onder hen de nieuwe paus kiezen wanneer die overlijdt. Op die manier kunnen facties de keuze voor een paus beïnvloeden en zelfs een van hun eigen factie laten aanstellen, want voor elke kardinaal heeft een factie één stem.
De paus (en sommige imams) kunnen oproepen tot een kruistocht (of Jihad in het geval van de moslims) op een bepaalde stad. Dan wordt opgeroepen aan alle facties van die religie om een leger te vormen en die nederzetting te veroveren. Legers op kruistocht betalen geen onderhoudskosten en reizen sneller, maar als succes uitblijft kan desertie toeslaan.

## Legers en oorlogen
Elk volk heeft zijn eigen voor- en nadelen, die zich vooral uiten in het leger.
Sommigen hebben een gevarieerd leger, terwijl anderen zich specialiseren in cavalerie of infanterie. Ieder volk heeft ook speciale soldaten, die enkel zij heeft.
Zo hebben de Turken bijvoorbeeld de Janitsaren en de Russen Kozakken.
Op het slagveld komt het realiteitsgevoel pas echt naar boven: marcherende legers laten stof opwaaien, de paarden maken realistische bewegingen,...
In het gevecht vecht iedere soldaat op zijn manier. De gevechten zijn levendig en de soldaten reageren (meestal) op de bewegingen van hun tegenstander. De voorgeprogrammeerde robotbewegingen zijn niet meer zichtbaar.
Ook het uiterlijk van de soldaten is verschillend, wat ook een grote vooruitgang is met vorige games in de Total War serie.

## Opdrachten en opdrachtgevers
De katholieke landen hebben, net zoals de Romeinen in Rome: Total War, een leider in Rome.
In dit geval niet de senaat, maar de paus. De paus heeft een zekere macht. Hij roept kruistochten uit en kan andere landen vragen mee te doen. Doen ze dit niet, dan hebben ze kans om geëxcommuniceerd (uit de kerk gezet worden) te worden en kunnen dan later zelf het slachtoffer van een nieuwe kruistocht worden.
Ook vraagt de paus soms een katholiek land om een bepaald percentage van een veroverd gebied te bekeren, of om de strijd met een ander katholiek land te staken. Als deze opdracht wordt uitgevoerd stijgt het aanzien van dat land bij de paus en hoeven zich voorlopig niet druk te maken over excommunicatie. Als speler is dus zaak de paus te vriend te houden.
Verder is er de Raad der Edelen, die weliswaar enkel raad geeft maar toch flink betaalt als je hun verzoeken ingewilligd.
De moslims en orthodoxen hebben geen hoger machtsorgaan om te gehoorzamen, maar wel een Raad der Edelen.

## Een rijk besturen
In Medieval 2 ligt de focus niet alleen op oorlog voeren en zal ieder rijk zich goed moeten voorbereiden wanneer men ten strijde trekt. Je kunt je afvragen of je de noodzakelijke allianties hebt gesloten of heeft je tegenstander allianties met landen waar je nu liever even geen oorlog mee voert. Ander aspect is of jouw economische groei jouw oorlog kan betalen. Je kunt het tegenstanders al knap lastig maken door een kruistocht te voeren op een van hun steden (alleen als zij geëxcommuniceerd zijn en jij goede banden hebt met de paus). Dit soort strategieën geeft je de tijd om je op andere landen te focussen. In zekere zin kan men zeggen dat oorlogshandelingen niet nadrukkelijk uit pure militaire interventies bestaan.
Men moet een koninkrijk opbouwen en economisch ontwikkelen. Men moet kiezen tussen militaire kastelen of economische steden. Verder moet men zorgen voor het trainen van de juiste militairen die in verhouding dienen te staan met de noodzakelijke economische groei. Als je alleen maar boerenlegers kan neerzetten dan wordt het beschermen van het rijk erg lastig.
Door middel van diplomatie, spionage, sabotage en zelfs moord wordt de positie van het rijk versterkt. Wellicht interessant om te proberen is om die "irritante" paus om te brengen, zeker als hij je niet goed gezind is. Mocht dit je lukken met een goed getrainde moordenaar dan wil je nog wel voor een echte uitdaging komen te staan na de brute moord. Het is mogelijk in te trouwen in rivaliserende families door gebruik te maken van een Prinses, om de vredesband te versterken. Maar let op, want zelfs de grootste bondgenoot kan een verrader worden.

## Realisme
Alles ziet er realistisch uit, maar het historisch verloop klopt soms niet.
Zo bestond Spanje indertijd nog niet, was het Byzantijnse Rijk niet zo machtig meer en waren de Mongolen eerst heidens. Ook wordt het Koninkrijk Jeruzalem nooit gesticht, het valt gewoon toe aan het land dat het verovert. Het doel van de kruistocht is trouwens lang niet altijd Jeruzalem, maar ook vaak Antiochië, waar in het spel ook kruistochten naartoe gaan, of zelfs Riga. Maar daar is verandering in gekomen met de uitbreiding Kingdoms. Daarin zijn de kruistochten een eigen campaign, met o.a daarin Kingdom of Jerusalem, Principality of Antioch. Er zijn nog 3 andere campaigns te spelen, Britannia (op de Britse eilanden), Americas (in Amerika) en Teutonic (in Noord-Europa met de Teutoonse Orde).

## Kingdoms (uitbreiding)
Op 30 maart 2007 werd de uitbreiding Medieval II: Total War: Kingdoms aangekondigd. Het spel werd uitgebracht op 28 augustus 2007 in de VS, 31 augustus in Europa en 7 september in Australië. Het voegt vier nieuwe campagnes aan het spel toe.

### De campagne van de kruistochten
Deze campagne speelt op een kaart van het Midden-Oosten van het gebied van het oosten van Turkije tot aan modern Irak en in het zuiden tot aan modern Egypte. Het spel begint in 1174, een aantal jaar voor de Derde Kruistocht en loopt door tot de Vierde Kruistocht en daarna. De campagne heeft 5 speelbare facties (het Koninkrijk Jeruzalem, het Vorstendom Antiochië, Egypte, de Turken en het Byzantijnse Rijk). Venetië en de Mongolen komen ook in het spel voor, maar zijn niet speelbaar.

### De Teutoonse campagne
Deze campagne speelt zich af op een kaart van noordoostelijk Europa van Oost-Duitsland en Scandinavië tot Rusland, en begint in 1250 tijdens de Baltische Kruistochten. De campagne heeft 6 speelbare facties (De Duitse Orde, Litouwen, Denemarken, Novgorod, Polen en het Heilige Roomse Rijk). Noorwegen en de Mongolen komen ook in het spel voor, maar zijn niet speelbaar.

### De campagne van Britannia
Deze campagne speelt zich af op een kaart van de Britse Eilanden en begint in 1258. De campagne heeft 5 speelbare facties (Engeland, Ierland, Schotland, Wales en Noorwegen). De niet-speelbare Baron's Alliance wordt gevormd door Engelse nederzettingen die tijdens het spel in opstand komen.

### De campagne van Amerika
Deze campagne speelt zich af op een kaart van de Nieuwe Wereld van Honduras tot aan Texas en begint in 1521. De campagne heeft 7 speelbare facties (Nieuw-Spanje, de Azteken, de Maya's, de Apachen, de Chichimeken, de Tlaxcalteken en de Tarasken). Engeland en Nieuw-Frankrijk komen ook in het spel voor, maar zijn niet speelbaar.

## Trivia
- Het spel is opgenomen in het boek 1001 Video Games You Must Play Before You Die van Tony Mott.